# Iapygie
Ne doit pas être confondu avec Iapyges.
La Iapygie est une région de l'Italie antique dans l'Apulie, au sud de la Messapie, aujourd'hui partie méridionale de la Terre d’Otrante. Elle formait l'extrémité orientale de la Péninsule italique, et, s'étendant entre la mer Ionienne et le golfe de Tarente, se terminait par le prom. Iapygium ou Salentinum. Les villes principales en étaient Hydronte, Callipolis, Leuca, Uxente, Tarente. 
Thucydide écrit : "...et les cargos, avec tout le matériel qui accompagnait l'expédition, se concentraient à Corcyre, d'où ils devaient tous ensemble traverser le golfe d'Ionie pour gagner la pointe d'Iapygie." (La guerre du Péloponnèse, Liv. VI, chap.30).
On étendait quelquefois le nom d'Iapygie à toute la partie de l'Apulie habitée par les Grecs. On confond souvent la Messapie et l'Iapygie.
Selon les historiens grecs, cependant, les Iapygiens étaient divisés en trois groupes tribaux, appelés Daunie, Peucètes et Messapiens ; les premiers se sont installés entre le Gargano et Bari, les seconds entre Bari et Brindisi, les Messapiens dans le territoire péninsulaire à l'est de Tarente.

## Promontoire d'Iapygie
De mirabilibus auscultationibus (Sur les choses merveilleuses entendues) (en), ouvrage faussement attribué à Aristote, présente les alentours de ce promontoire :
« Près du promontoire d'Iapygie se trouve un lieu où, selon la légende, eut lieu la bataille d'Héraclès contre les géants. De là coule un tel courant d'ichor que la mer est impraticable à cause de l'odeur âcre. On dit que dans plusieurs régions d'Italie, on trouve de nombreux monuments commémoratifs d'Héraclès sur les routes qu'il a parcourues. Mais dans la région de Pandosia, en Iapygie, on voit des traces de pas du dieu sur lesquelles personne ne peut marcher.
Près du promontoire d'Iapygie se trouve également une pierre assez grande pour charger un chariot, qu'on dit qu'il a soulevée et déplacée, et cela avec un seul doigt. »